# Do I Wanna Know?
Singles de Arctic Monkeys
R U Mine?
(2012) Why'd You Only Call Me When You're High?
(2013)
Do I Wanna Know? est le deuxième single du groupe de rock indépendant Arctic Monkeys issu de leur cinquième album AM. La chanson est sorti le 19 juin 2013 accompagné d'un vidéo-clip, et est aujourd'hui téléchargeable via iTunes,. La version vinyle (7") du single est sortie le 22 juin 2013, avec comme face B "2013".
Le 17 juin 2020, le clip vidéo atteint le milliard de visionnages sur YouTube.

## Liste des pistes
| 1. | Do I Wanna Know? | 4:33 |

| 1. | Do I Wanna Know? | 4:33 |
| 2. | 2013             | 2:26 |

## Personnel
| Arctic Monkeys - Alex Turner – chant, guitare électrique à 12 cordes - Jamie Cook – guitare - Nick O'Malley – basse, chœur - Matt Helders – batterie, batterie électronique, percussions, chœur | Techniciens - James Ford – production ; clavier (piste 2) - Ross Orton – production - Ian Shea – "engineering" - Tchad Blake – mixing (aux studios Full Mongrel, Pays de Galles) - Brian Lucey – mastering (à Magic Garden Mastering) |

## Classements
| Classement (2013–14)                    | Meilleure position |
| --------------------------------------- | ------------------ |
| Australie (ARIA)                        | 37                 |
| Belgique (Flandre Ultratop 50 Singles)  | 33                 |
| Belgique (Wallonie Ultratop 50 Singles) | 33                 |
| Canada                                  | 48                 |
| Tchéquie (IFPI Rádio)                   | 75                 |
| France (SNEP)                           | 45                 |
| Irlande (IRMA)                          | 14                 |
| Israël (Media Forest)                   | 10                 |
| Pays-Bas (Single Top 100)               | 62                 |
| Écosse (OCC)                            | 12                 |
| Slovaquie (IFPI Rádio)                  | 63                 |
| Suisse (Schweizer Hitparade)            | 66                 |
| Royaume-Uni (UK Indie Chart)            | 2                  |
| Royaume-Uni (UK Singles Chart)          | 11                 |
| US Billboard 100                        | 70                 |
| US Billboard Rock Songs                 | 10                 |
| US Billboard Rock Airplay               | 1                  |
| US Billboard Adult Alternative Songs    | 11                 |
| US Billboard Alternative Songs          | 1                  |
| US Billboard Mainstream Rock            | 12                 |